# Conférence de Fontainebleau (1600)
Pour l’article homonyme, voir Conférence de Fontainebleau (1946).

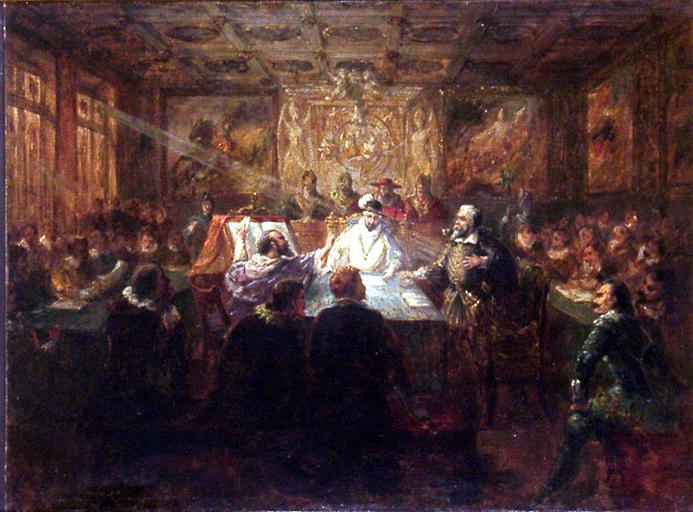
Du Plessis-Mornay à la conférence de Fontainebleau par Émile-Henri Blanchon (XIXe siècle).

La conférence de Fontainebleau est un débat entre dignitaires ecclésiastiques qui s’est tenu le 4 mai 1600 au château de Fontainebleau.

## Contexte
L’édit de Nantes est promulgué en avril 1598. À sa suite, la même année, Philippe Duplessis-Mornay publie De l’institution de l’eucharistie, un traité où il livre une critique de la célébration de la messe en revenant à ses fondamentaux. Jacques Davy du Perron, l’évèque d’Évreux, y fait remarquer quelque 500 « erreurs ». La polémique prenant de l’ampleur, une correspondance entre les deux personnages aboutit à une conférence de religion, le roi Henri IV l’acceptant et chargeant le chancelier Pomponne de Bellièvre de s’en occuper,.

## Déroulement
La conférence se tient le 4 mai 1600 au château de Fontainebleau, en présence d’Henri IV. Seule une séance a lieu où neuf passages de l’ouvrage sont débattus. Des problèmes de santé frappent Duplessis-Mornay ; la conférence est levée et la victoire attribuée à du Perron.